# Hemitrichapion (Dimesomyops)
Hemitrichapion (Dimesomyops) – podrodzaj chrząszczy z rodziny pędrusiowatych i podrodziny Apioninae. Obejmuje trzy opisane gatunki.

## Morfologia
Ciało porośnięte jest włoskami (włosowatymi łuskami), które to tworzą silne zagęszczenia (łatki) pod oczami, na przedpiersiu, przednich biodrach, ale jedynie nieznaczne zagęszczenia na mezopleurach, bokach śródpiersia, metapleurach i bokach zapiersia.
Głowa ma punktowanie na ciemieniu nie sięgające dalej niż połowa długości oczu. Ryjek ma część przednią u samicy w całości, a u samca w wierzchołkowej połowie niewyraźnie punktowaną, połyskującą i praktycznie nagą. U samca w widoku grzbietowym przednia część ryjka ma boki wklęśnięte i przy szczycie jest rozszerzona. Rowki na spodzie ryjka są częściowo porośnięte łuskami.
Na przedpleczu wszystkie włoski skierowane są dośrodkowo. Pokrywy są podługowato-owalne i najszersze w połowie. Odnóża samca odznaczają się obecnością cierniowatych wypustek (mucro) na goleniach środkowej pary. Stopy mają płaty członu trzeciego zwyczajnie wykształcone, nieskrócone.
Szew pomiędzy pierwszym i drugim spośród widocznych sternitów odwłoka może być na całej długości wgłębiony lub tylko delikatnie zaznaczony. U samca na pierwszym sternicie występuje pośrodkowy guzek. Samcze pygidium ma listewkę krawędzi wierzchołkowej pośrodku lekko falistą. Genitalia samca cechuje tegmen o średnio wydłużonych płatach parameroidalnych rozdzielonych pośrodkowym wcięciem sięgającym poza poziom wierzchołkowych krawędzi okienek. Środkowy płat edeagusa (prącie) ma wierzchołek w widoku bocznym rozdęty lub odgięty, a w widoku grzbietowym rozszerzony. W wierzchołkowej części endofallusa obecne są rozproszone ząbki lub mikroskopowe kolce (spikule).

## Ekologia i występowanie
Zarówno larwy, jak i postacie dorosłe są fitofagami bobowatych z rodzaju cieciorka. Endofagiczne larwy żerują wewnątrz pąków kwiatowych.
Rodzaj palearktyczny, rozmieszczony w Europie, zachodniej i środkowej Afryce Północnej oraz zachodniej Azji. W Europie stwierdzono wszystkie gatunki, ale w Polsce tylko H. pavidum.

## Taksonomia
Takson ten wprowadzony został w 1990 roku przez Miguela Á. Alonsa-Zarazagę na łamach czasopisma „Graellsia” jako jeden z czterech podrodzajów w obrębie rodzaju Hemitrichapion. Nazwę utworzono z połączenia greckich słów δίς (dis, „dwa”), μέσος (mésos, „środkowy”) oraz μύωψ (múōps, „ostroga, włócznia”) i nawiązuje ona do obecności uzbrojenia na środkowych goleniach samca.
Do podrodzaju zalicza się trzy opisane gatunki:
- Hemitrichapion andalusiacum (Desbrochers des Loges, 1889)
- Hemitrichapion pavidum (Germar, 1817)
- Hemitrichapion rapulum (Wencker, 1864)

Gatunkiem typowym wyznaczono drugi z wymienionych.